# 256P/LINEAR
La comète LINEAR, officiellement 256P/LINEAR, est une comète périodique du système solaire, découverte le 26 avril 2003 par le programme LINEAR.